# Episodi di The Crouches (seconda stagione)
La seconda stagione della serie televisiva The Crouches è stata trasmessa in anteprima nel Regno Unito dalla BBC One tra il 10 gennaio 2005 e il 14 febbraio 2005.
| nº | Titolo originale       | Titolo italiano | Prima TV UK      | Prima TV Italia |
| -- | ---------------------- | --------------- | ---------------- | --------------- |
| 1  | Four Zero Is My Number |                 | 10 gennaio 2005  |                 |
| 2  | While the Cat's Away   |                 | 17 gennaio 2005  |                 |
| 3  | No Place Like Home     |                 | 24 gennaio 2005  |                 |
| 4  | Alarm Bells            |                 | 31 gennaio 2005  |                 |
| 5  | Boyz to Men            |                 | 7 febbraio 2005  |                 |
| 6  | Sunday League          |                 | 14 febbraio 2005 |                 |